# Radio Contact
Pour les articles homonymes, voir Radio Contact (homonymie).
Radio Contact est une radio belge diffusant de la musique et des actualités dans la Communauté française et dans la Communauté germanophone (Eupen). Elle est l'une des radios musicales les plus écoutées dans la partie francophone du pays. Elle fut créée en 1980 et appartient depuis 2006 au holding Radio H, détenu par groupe RTL puis depuis 2022 à DPG Media et au Groupe Rossel.
Le directeur général jusqu'en septembre 2006 était le cofondateur Francis Lemaire, Eric Adelbrecht ayant pris sa succession. Depuis février 2010, Eric Adelbrecht était également le directeur général de l'ensemble des radios du groupe RTL en Belgique. En 2018, il a été remplacé par Erwin Lapraille, qui reprend la direction de l'ensemble de ces radios, dont Radio Contact jusqu'en 2022, où Frédéric Herbays devient le directeur de Radio Contact.

## Historique

### 1980 à 2006
Cette section ne s'appuie pas, ou pas assez, sur des sources secondaires ou tertiaires indépendantes du sujet. Le texte peut contenir des analyses inexactes ou inédites de sources primaires.
Pour l'améliorer, ajoutez-en, ou placez des modèles {{Source secondaire souhaitée}} ou {{Source secondaire nécessaire}} sur les passages mal sourcés. (septembre 2022)
Ses initiateurs étaient quatre : Francis Lemaire, ex-administrateur-délégué de Contact, Pierre Houtmans, Freddy Neyts (époux d'Annemie Neyts) et Chantal Lemaire (épouse de Francis Lemaire)
La première émission de musique de Contact remonte au 9 février 1980. C'était une bande non-stop qui diffusait le type de musique que Radio Contact souhaitait programmer.
Un des premiers animateurs fut Ricky Fox qui animait plusieurs émissions sur la radio.
Le 1er mars de la même année, elle démarrait des émissions « Live » depuis un comble au dernier étage de l'un des grands buildings du boulevard Mettewie à Bruxelles, à un moment où la RTB et la BRT étaient dans une situation de monopole légal, alors que cependant de nombreuses radios associatives émettaient déjà sur la bande FM.
Radio Contact, qui désirait séduire les jeunes en passant de la musique commerciale largement anglophone (deux stations donnant plus de place à la chanson francophone ont cependant vu le jour, Radio Contact Plus et Radio Contact Gold, mais elles ont disparu), a fait l'objet de 17 saisies entre 1980 et 1987] Elle dut donc vivre dans la clandestinité à maintes reprises. Pour s'autofinancer, elle allait également s'attirer les foudres du service public puisqu'elle allait faire appel à la publicité commerciale dès 1982, ce qui, encore une fois était interdit. Qu'à cela ne tienne, le 1er juin, elle diffusait son premier spot. Elle devra attendre 1985 pour avoir l'autorisation légale de diffuser de la publicité[source secondaire souhaitée].
En 1986, elle crée un réseau de 10 stations. En avril 1987, elle reçoit la première licence d'autorisation de la communauté française. En 1988, elle compte déjà un demi million d'auditeurs en Belgique[source insuffisante]. Elle crée en 1990 une station à Bucarest en Roumanie. Un an plus tard, elle est sur le satellite partout en Europe. En 1993, Radio Contact crée une nouvelle station à Istanbul, en Turquie, et une station en Guadeloupe. En 1994, la Roumanie se voit dotée d'un réseau de 8 stations. En 1995, Radio Contact créait 7 stations en Pologne.

### Depuis 2006
En 2006, Radio Contact fait désormais partie du holding Radio H détenu par RTL Group, Lemaire ELECTRONICS et le Groupe Rossel,.
En avril 2006, Eric Adelbrecht devient directeur général de Radio Contact.
Le 28 juin 2007, Radio Contact arrive à RTL House.
Le 31 mars 2009, Radio Contact lance "Radio Contact Vision" diffusé sur la télévision numérique. Le programme est identique à celui de Radio Contact.
En septembre 2016, Stéphane Gilbert remplace Jean-Marc Dorangeon à la direction des programmes.
En mai 2018, après 12 ans à la tête de Radio Contact, Eric Adelbrecht est remplacé par Erwin Laparaille qui devient le nouveau directeur général de Radio Contact.
En décembre 2020, RTL Group rachète toutes les parts du holding Radio H, Francis Lemaire, cofondateur de Radio Contact vend ainsi ses 24.9 %, le groupe Rossel vend aussi ses parts (24.9 %). RTL Group est désormais le seul actionnaire de Radio Contact via l'holding Radio H,.
En mars 2022, RTL Belgium est racheté par le groupe Rossel et DPG Media et devient 100 % belge. RTL Group ayant racheté 100 % des parts de Radio H, l'holding qui détient Radio Contact, les deux nouveaux actionnaires détiennent désormais la radio.
En novembre 2022, Erwin Lapraille quitte la direction générale et laisse sa place à Frédéric Herbays (anciennement directeur de Nostalgie). Frédéric Herbays devient le directeur de Radio Contact[source secondaire souhaitée].

## Identité de la station

### Logo
À sa création en 1980, Radio Contact était symbolisé par une mouette. Mais un an plus tard, elle estime qu'il faut choisir un autre symbole trouvant sa mouette triste et peu adaptée[réf. souhaitée] à ses activités radiophoniques. À la suite d'un brainstorming, Radio Contact élit le dauphin comme symbole en 1981. Le dessin est une création du plasticien belge Thierry Bournonville, professeur du cours de couleurs à l'Académie des beaux-arts de Namur[réf. souhaitée]. Ce choix du dauphin tient à deux raisons principales. D'une part, le dauphin s'avère être un animal sympathique et il est considéré comme l'un des meilleurs amis de l'homme. D'autre part, il émet des ondes, ce qui convient parfaitement bien pour représenter une société radiophonique.

Ancien logo de 2016 au 17 février 2024
Logo depuis le 17 février 2024

En mars 1980, Michel, l'animateur bénévole quitte les ondes pour devenir G.O. au Club Med. Son technicien, Ricky, le remplace au pied levé. C'est ainsi que Ricky Fox, l'animateur-phare de l'époque est arrivé à l'antenne. Et cela a été le début de 9 ans de Ricky Fox sur Radio Contact[réf. souhaitée].

### Slogans
- « Radio Contact, c'est super ! » (années 1990)
- « Et vous oubliez tout le reste / Elle est super ! » (début des années 2000)
- « Power of Music » (de novembre 2004 à décembre 2006)
- « Feel Good » (depuis décembre 2006)

## Équipes

### Responsables actuels
- Directeur général :  Frédéric Herbays (depuis Novembre 2022) [15]
- Directeur des Programmes : Stéphane Gilbert (depuis septembre 2016) [16]

### Anciens responsables
- Directeur général :  Eric Adelbrecht (2006-2018)[17]
- Directeur général :  Erwin Lapraille (2018-2022)
- Rédacteur en chef : Didier Defawe (de mai 2007 à juillet 2019)[18]

### Animateurs
- Olivier Arnould (depuis octobre 2001)
- David Antoine (depuis février 2007)
- Maria Del Rio (depuis août 2009)
- Lucile Rochelet (depuis août 2010)[19]
- Valentino Palumbo (depuis décembre 2015[20]
- Luca (depuis septembre 2019)[21]
- Maxime Nihoul (depuis janvier 2021)[22]

### Anciens animateurs
- Olivier Duroy (de septembre 2004 à aout 2010)[23]
- Julie Taton (de janvier 2007 à aout 2010)[24]
- Patoche - Patrick Vermeylen (de 2000 à juin 2014)[25]
- Nathan Soret (de août 2014 à août 2017)[26]
- Sophie Pendeville (de octobre 2019) à avril 2021) [27]

- Daddy K (de janvier 2000) à juin 2023) [28]
- Gaetan Bartosz (de septembre 2010) à août 2023)[29]

## Programmation

### Généralités
Radio Contact propose surtout des émissions musicales, en semaine deux émissions sortent du lot : Le Good Morning (créé en 2005), c'est la matinale de la radio. L'autre émission est Le 16/20 avec David Antoine et son équipe, l'animateur reprend la tranche de fin de journée en 2010 à la suite du départ d'Olivier Duroy. Il sera ensuite rejoint par Thibaut, Lucile, Nathan et ensuite Christopher. L'émission se veut être "la mise à jour de la journée" l'équipe revient sur les sujets décalés, tendances et autres qui ont fait parler d'eux durant la journée.

### Quelques émissions thématiques
- "Le Good Morning"
  - Mike et Olivier Duroy (2005-2006) [30]
  - Olivier Duroy (2005-2007)
  - Julie Taton (2006-2009)[31]
  - Pascal Degrez (2007-2014) ensuite producteur (2014-2018)[32]
  - Maria Del Rio (depuis 2009)[33], Aurelie (2012-2018), Gary (depuis 2012), Olivier (depuis 2014) [34] et Valentino (depuis 2018).
- Le 15/19 (Anciennement "Le 16/20") avec David Antoine (depuis août 2010, Lucile et Thibaut depuis août 2014, (Nathan de 2014 à 2017 [26] Christopher de 2017 à 2020) et Maxime (à partir de janvier 2021) : l'émission de fin de journée.

## Diffusion en modulation de fréquence
Radio Contact diffuse ses programmes pour les Communautés françaises et Communautés germanophones de Belgique, en utilisant, selon les zones géographiques, une modulation de fréquence adaptée. Les émissions pour la Communauté flamande se sont arrêtées en décembre 2009.

## Audience
Elle fait partie des trois radios les plus écoutées du pays, avec entre 11 et 14 % de parts de marché en 2021.

## Contact +

### Présentation et historique
La radio Contact Plus est la petite sœur de Radio Contact. Elle fait partie du holding Radio H et est lancée en février 2001 pour contrecarrer les ambitions de Skyrock sur la capitale belge. 
Le 18 juillet 2008, Contact Plus disparaît car ses dirigeants n'ont pas fait la demande complète de renouvellement dans le cadre du plan fréquences 2008, à l'exception d'une demande de fréquence pour Bruxelles. Le 1er août 2008, elle disparaît pourtant de Bruxelles, permettant à FooRire FM de reprendre la fréquence de 104,3 MHz sur la bande FM.
Le 17 janvier 2009, Radio Contact Plus est relancée en bruxellois sur 102.8 FM à Bruxelles, en remplacement de la version flamande de Radio Contact.

### Personnalités de la radio
Deux animateurs vedettes officiaient sur les ondes de Radio Contact Plus :
- Coco Van Babbelghem, pour un côté plus bruxellois, le dimanche matin ;
- Ricky Fox avec le JukeBox et la Surboum. Ce dernier a été remercié le 31 juillet 2007.

### Programmation
Les programmes privilégiaient la musique en priorité absolue avec une émission ininterrompue 24h/24 et 7j/7[pas clair]. Elle était essentiellement centrée sur les oldies du genre Salut les copains, avec des titres des années 1950, 1960 et 1970.

### Diffusion

#### Anciennes Fréquences
- Bassenge : 105.9
- Bastogne : 106.4
- Beauraing : 94.7
- Bertrix : 107.3
- Bruxelles : 104.3
- Charleroi : 91.9
- Liège : 107.8
- Namur : 99.7

#### Fréquence actuelle
- Bruxelles : 102.8

#### Internet
Depuis le 31 mars[Quand ?], il est de nouveau possible d'écouter Radio Contact Plus en streaming sur Internet.

#### RDS
Le code pour la réception en RDS est CONTACT+.